# Naceur Ben Saïd
Pour les articles homonymes, voir Ben Saïd.
Naceur Ben Saïd, né en 1887 à Kébili et mort en 1973 à Tunis, est un homme politique tunisien.

## Biographie
Naceur Ben Saïd étudie à Saint-Cyr. Il combat avec l'armée française durant la Première Guerre mondiale[réf. nécessaire] puis exerce la fonction de caïd entre 1942 et 1947[réf. nécessaire].
Il sert comme ministre de l'Urbanisme et de l'Habitat de 1954 à 1955, dans le gouvernement de Tahar Ben Ammar.

## Vie privée
Originaire de la tribu des Ouled Yacoub[réf. nécessaire], il est le fils du bach-chaouch Saïd Ben Naceur Ben Saïd et le frère d'Abdessadek Ben Saïd[réf. nécessaire], condamné à mort lors du complot contre Habib Bourguiba en 1963.
Il épouse Kmar Belkhodja, fille du général M'hammed Belkhodja[réf. nécessaire].